# DJ Snake
Уильям Сами Этьен Григасин (англ. William Sami Etienne Grigahcine; род. 13 июня 1986, Париж), более известен как DJ Snake — французский музыкальный продюсер и диджей. Дважды номинант на премию «Грэмми», обладатель MTV Video Music Awards в 2014 году за сингл «Turn Down for What» совместно с Лилом Джоном. В 2019 году занял 16 место в списке лучших диджеев мира по версии журнала DJ Magazine.

## Ранняя жизнь
Уильям Сами Этьен Григасин родился 13 июня 1986 года в алжирской семье в Париже и вырос в Ermont, в Banlieue районе в пригороде Парижа, который он описывает как гетто. Он цитирует сцену с Cut Killer во французском фильме La Haine, а также хип-хоп-исполнителей KRS-One и Cypress Hill в качестве ранних влияний. В молодости Уильям Сами выпустил граффити, заработав ему прозвище «Змея», потому что он смог последовательно уклоняться от полиции. Про своё имя, DJ Snake говорит: «Когда я начал заниматься диджеингом, все сначала звали меня „Snake“ в моем городе, я был как „DJ Snake“, и я согласился на этот псевдоним. Имя плохое, но уже слишком поздно». Он начал заниматься диджеингом в возрасте 14 лет, а затем продюсированием в 19 лет. В своей ранней карьере Уильям Сами выступал в клубах, включая Les Bains Douches в Париже. В 2005 году он встретил своего менеджера Стива Гонсалвеса, который предложил DJ Snake создавать свою собственную музыку.

## Карьера
В 2011 году DJ Snake продюсировал альбом Lady Gaga Born This Way. Это принесло ему номинацию на «Грэмми» в номинации «Альбом года» в феврале 2012 года. DJ Snake был сопродюсером песни «Government Hooker». Эта песня должна была быть выпущена как сингл, прежде чем Interscope Records решили прекратить маркетинг альбома после его выпуска. Он ремикшировал треки Канье Уэста «New Slaves», AlunaGeorge «You Know You Like It», Duck Sauce «It’s You», Major Lazer «Bubble Butt» и Junior Senior «Move Your Feet». В 2013 году DJ Snake спродюсировал три песни с Полом «DJ White Shadow» Blair на альбоме Леди Гаги Artpop — «Applause», «Sexxx Dreams» и «Do What U Want».
DJ Snake и Dillon Francis попеременно выступали в качестве поддерживающих артистов на Mothership Tour 2014 вместе со Skrillex. В 2015 году он выступил на музыкальном фестивале Coachella с приглашенными AlunaGeorge и MØ, которая исполнила вокальную партию в треке «Lean On» с Major Lazer. Песня «Lean On» и ремикс DJ Snake на песню AlunaGeorge «You Know You Like It» вошли в топ-10 Shazamed треков с Коачеллы 2015 года.
В октябре 2015 года DJ Snake и сопутствующий электронный продюсер Tchami получили ранения в автокатастрофе, заставив их пропустить запланированную остановку на фестивале Monster Mash в Торонто. В январе 2016 года Forbes включил его в список «30 моложе 30 в музыке» за этот год.

## Дискография
- Encore (2016)
- Carte Blanche (2019)